# Novus Ordo Seclorum

L'altro lato dello stemma degli Stati Uniti d'America

La locuzione Novus ordo seclorum (in latino, 'nuovo ordine dei secoli') è uno dei due motti posti nel rovescio dello stemma degli Stati Uniti d'America (l'altro è Annuit cœptis, '[Dio] favorisce le [nostre] imprese').
Il motto appare anche sul rovescio della banconota da 1 dollaro sin dal 1935, sotto ad un disegno simbolico affiancato allo stemma degli Stati Uniti d'America (che risale al 1782), e nello stemma della Yale School of Management (business school dell'Università di Yale).
La grafia seclorum, al posto di sæclorum, è quella tradizionalmente in uso nel latino medievale.

## Origine e significato

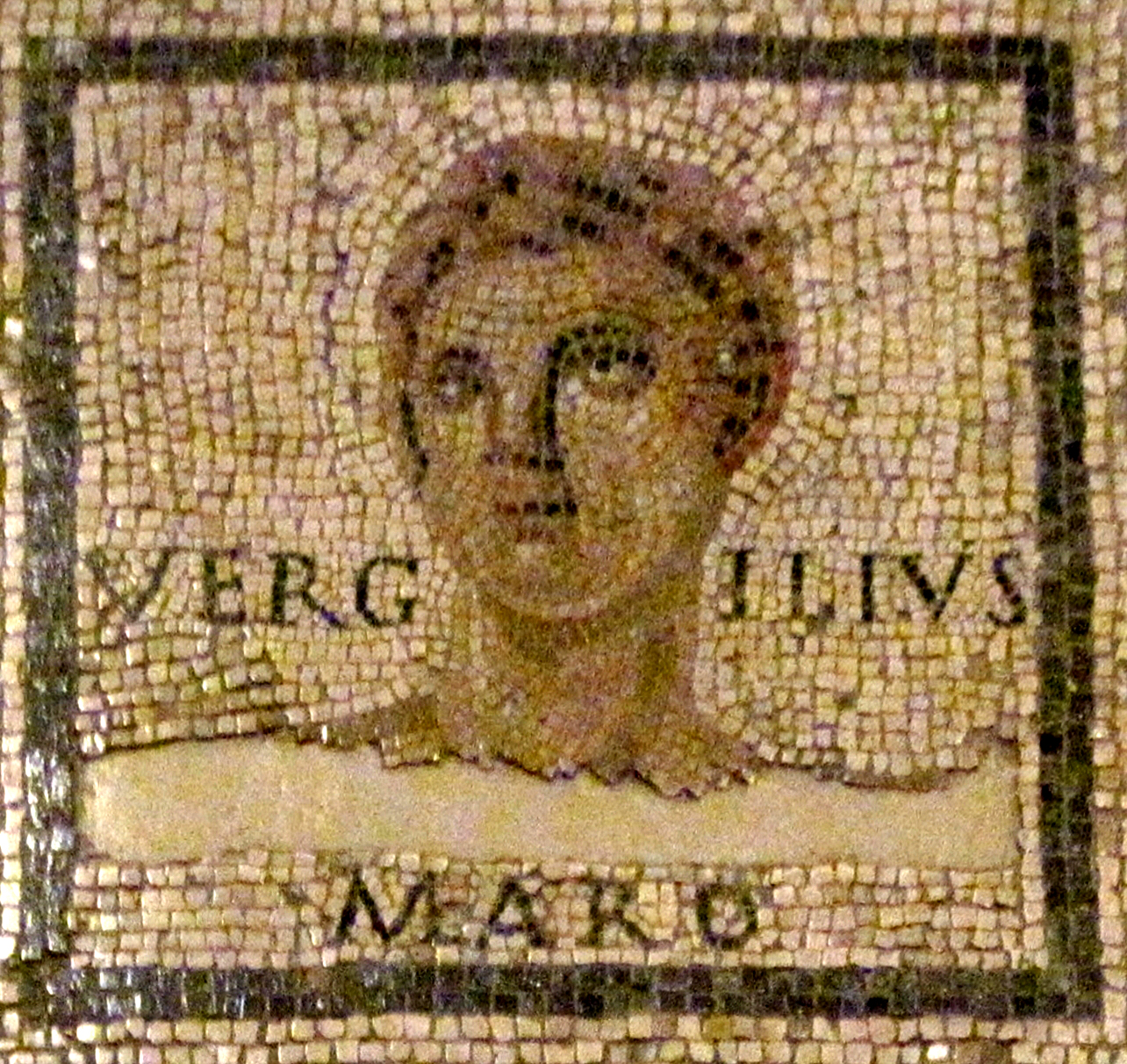
Rappresentazione di Virgilio (Monnus-Mosaic, Rheinisches Landesmuseum Treviri)

La frase è ispirata ad un passaggio delle Bucoliche di Virgilio, alcuni versi delle quali recitano:
Il motto Novus Ordo Seclorum può essere tradotto in inglese come A new order of the ages. Questo venne proposto da Charles Thomson, esperto di latino impegnato nella concezione del Great Seal dei neonati Stati Uniti d'America, a significare l'inizio di una nuova era dell'America a partire dalla data della sua dichiarazione di indipendenza.
Secondo Cecilia Gatto Trocchi il Novus Ordo Seclorum è da porre in relazione con il motto massonico Ordo ab chao.

## Cultura di massa
La frase, spesso tradotta come "Nuovo Ordine Mondiale" (che in latino sarebbe invece novus ordo mundi), è stata spesso concettualmente associata alla teoria del complotto del Nuovo ordine mondiale.
Novus Ordo Seclorum è anche il nome di un potente programma di crittografia nel romanzo Cryptonomicon, scritto da Neal Stephenson. Il nome sarebbe basato sul fatto che il programma mette i dati "in un nuovo ordine" che non possono essere riordinati per "epoche".